# Torres Strait Island Region
Torres Strait Island Region är en region i Australien. Den ligger i delstaten Queensland, omkring 2 200 kilometer nordväst om delstatshuvudstaden Brisbane. Antalet invånare är 4 567. Torres Strait Island Region administreras från   ön Moa Island.
Genomsnittlig årsnederbörd är 1 737 millimeter. Den regnigaste månaden är januari, med i genomsnitt 465 mm nederbörd, och den torraste är september, med 2 mm nederbörd.